# شيزوكويشي
شيزوكويشي هي بلدية في اليابان، وبلدة في اليابان، تقع في إيواته، بلغ عدد سكانها 16,435 نسمة وذلك حسب إحصائيات سنة 2018، تبلغ مساحتها 608.82 كيلومتر مربع.

## الموقع
تشترك في الحدود مع:
- موريوكا، إيواته
- مقاطعة شيوا  [لغات أخرى]‏
- مقاطعة واغا  [لغات أخرى]‏
- تاكيزاوا
- هاناماكي، إيواته
- هاتشيمانتاي، إيواته
- سيمبوكو، أكيتا.

## المناخ
يظهر الجدول التالي التغييرات المناخية على مدار السنة لشيزوكويشي:
| البيانات المناخية لـشيزوكويشي          | البيانات المناخية لـشيزوكويشي | البيانات المناخية لـشيزوكويشي | البيانات المناخية لـشيزوكويشي | البيانات المناخية لـشيزوكويشي | البيانات المناخية لـشيزوكويشي | البيانات المناخية لـشيزوكويشي | البيانات المناخية لـشيزوكويشي | البيانات المناخية لـشيزوكويشي | البيانات المناخية لـشيزوكويشي | البيانات المناخية لـشيزوكويشي | البيانات المناخية لـشيزوكويشي | البيانات المناخية لـشيزوكويشي | البيانات المناخية لـشيزوكويشي |
| الشهر                                  | يناير                         | فبراير                        | مارس                          | أبريل                         | مايو                          | يونيو                         | يوليو                         | أغسطس                         | سبتمبر                        | أكتوبر                        | نوفمبر                        | ديسمبر                        | المعدل السنوي                 |
| -------------------------------------- | ----------------------------- | ----------------------------- | ----------------------------- | ----------------------------- | ----------------------------- | ----------------------------- | ----------------------------- | ----------------------------- | ----------------------------- | ----------------------------- | ----------------------------- | ----------------------------- | ----------------------------- |
| الدرجة القصوى °م (°ف)                  | 11.9 (53.4)                   | 12.7 (54.9)                   | 19.4 (66.9)                   | 28.5 (83.3)                   | 31.8 (89.2)                   | 32.6 (90.7)                   | 35.1 (95.2)                   | 35.8 (96.4)                   | 32.9 (91.2)                   | 27.0 (80.6)                   | 21.4 (70.5)                   | 14.7 (58.5)                   | 35.8 (96.4)                   |
| متوسط درجة الحرارة الكبرى °م (°ف)      | 0.8 (33.4)                    | 1.7 (35.1)                    | 5.6 (42.1)                    | 13.5 (56.3)                   | 19.1 (66.4)                   | 23.0 (73.4)                   | 25.9 (78.6)                   | 27.7 (81.9)                   | 23.2 (73.8)                   | 17.1 (62.8)                   | 10.0 (50.0)                   | 3.7 (38.7)                    | 14.3 (57.7)                   |
| المتوسط اليومي °م (°ف)                 | −2.9 (26.8)                   | −2.3 (27.9)                   | 1.1 (34.0)                    | 7.7 (45.9)                    | 13.3 (55.9)                   | 17.8 (64.0)                   | 21.3 (70.3)                   | 22.6 (72.7)                   | 17.9 (64.2)                   | 11.2 (52.2)                   | 5.0 (41.0)                    | 0.1 (32.2)                    | 9.4 (48.9)                    |
| متوسط درجة الحرارة الصغرى °م (°ف)      | −7.3 (18.9)                   | −6.9 (19.6)                   | −3.4 (25.9)                   | 1.9 (35.4)                    | 7.5 (45.5)                    | 13.2 (55.8)                   | 17.4 (63.3)                   | 18.5 (65.3)                   | 13.4 (56.1)                   | 5.9 (42.6)                    | 0.4 (32.7)                    | −3.6 (25.5)                   | 4.8 (40.6)                    |
| أدنى درجة حرارة °م (°ف)                | −20.6 (−5.1)                  | −20.3 (−4.5)                  | −15.7 (3.7)                   | −9.6 (14.7)                   | −1.5 (29.3)                   | 3.6 (38.5)                    | 7.6 (45.7)                    | 8.7 (47.7)                    | 1.4 (34.5)                    | −4.4 (24.1)                   | −10.4 (13.3)                  | −18.2 (−0.8)                  | −20.6 (−5.1)                  |
| الهطول مم (إنش)                        | 69.6 (2.74)                   | 64.2 (2.53)                   | 92.8 (3.65)                   | 108.7 (4.28)                  | 120.0 (4.72)                  | 132.5 (5.22)                  | 230.7 (9.08)                  | 206.4 (8.13)                  | 184.9 (7.28)                  | 115.8 (4.56)                  | 120.0 (4.72)                  | 99.6 (3.92)                   | 1٬545٫2 (60.83)               |
| متوسط تساقط الثلوج سم (إنش)            | 165 (65)                      | 132 (52)                      | 91 (36)                       | 5 (2.0)                       | 0 (0)                         | 0 (0)                         | 0 (0)                         | 0 (0)                         | 0 (0)                         | 0 (0)                         | 12 (4.7)                      | 95 (37)                       | 499 (196)                     |
| ساعات سطوع الشمس الشهرية               | 84.5                          | 104.3                         | 137.2                         | 168.6                         | 185.5                         | 163.2                         | 134.0                         | 141.1                         | 114.9                         | 129.4                         | 100.5                         | 77.7                          | 1٬547٫5                       |
| المصدر: وكالة الأرصاد الجوية اليابانية |                               |                               |                               |                               |                               |                               |                               |                               |                               |                               |                               |                               |                               |

## توأمة
لشيزوكويشي اتفاقيات توأمة مع:
- أكي